# Chlorophytum vestitum
Chlorophytum vestitum är en sparrisväxtart som beskrevs av John Gilbert Baker. Chlorophytum vestitum ingår i släktet ampelliljor, och familjen sparrisväxter. Inga underarter finns listade i Catalogue of Life.